# Forn de la Casa Perayre
El Forn de la Casa Perayre és una obra de Baix Pallars (Pallars Sobirà) inclosa a l'Inventari del Patrimoni Arquitectònic de Catalunya.

## Descripció
Forn associat a la casa Perayre. L'obrador està dintre la casa i correspon al segon pis.
El sol de part del primer pis es roca, perque part part de la casa està edificada sobre la penya. Element bastit amb pedra desbastada i volta esfèrica rebaixada. Conserva la tapa metàl·lica antiga.

## Història
Es conserven escritures notarials del any 1800 i al registre el nom es amb Y.